# Aides publiques
Dans le domaine économique et financier une aide publique est une aide financière de type subvention, avance remboursable, garantie, bonification d'intérêt, prêt à taux réduit, etc.) accordée par une personne publique à une entité pour son développement ou pour mettre en œuvre une délégation de service public. La personne publique peut par exemple être l'Union européenne, un État ou une collectivité territoriale). 
Un cas particulier est celui des aides publiques dénommées de minimis (ainsi nommées en raison de leur faible montant eu égard aux enjeux concurrentiel du grand marché mondialisé).